# 삼륜자동차

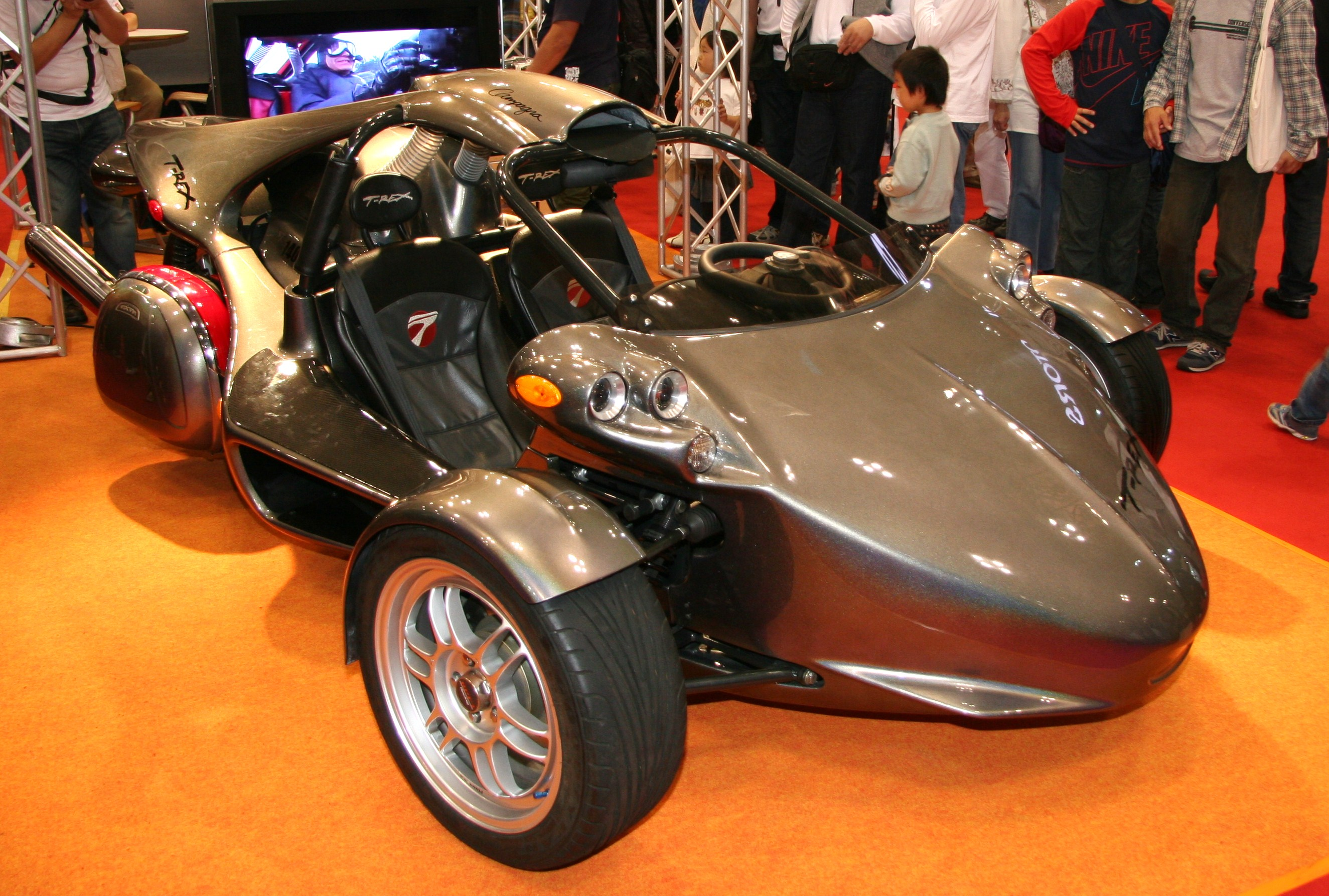
Campagna T-Rex

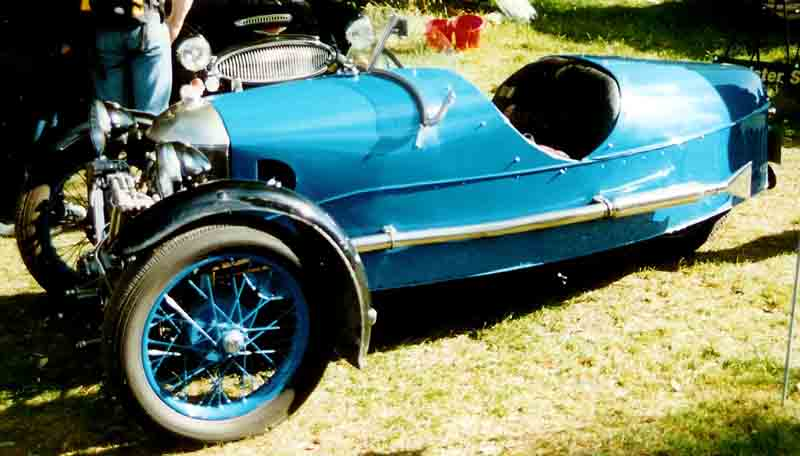
1932 Morgan Aero 2인승 스포츠카

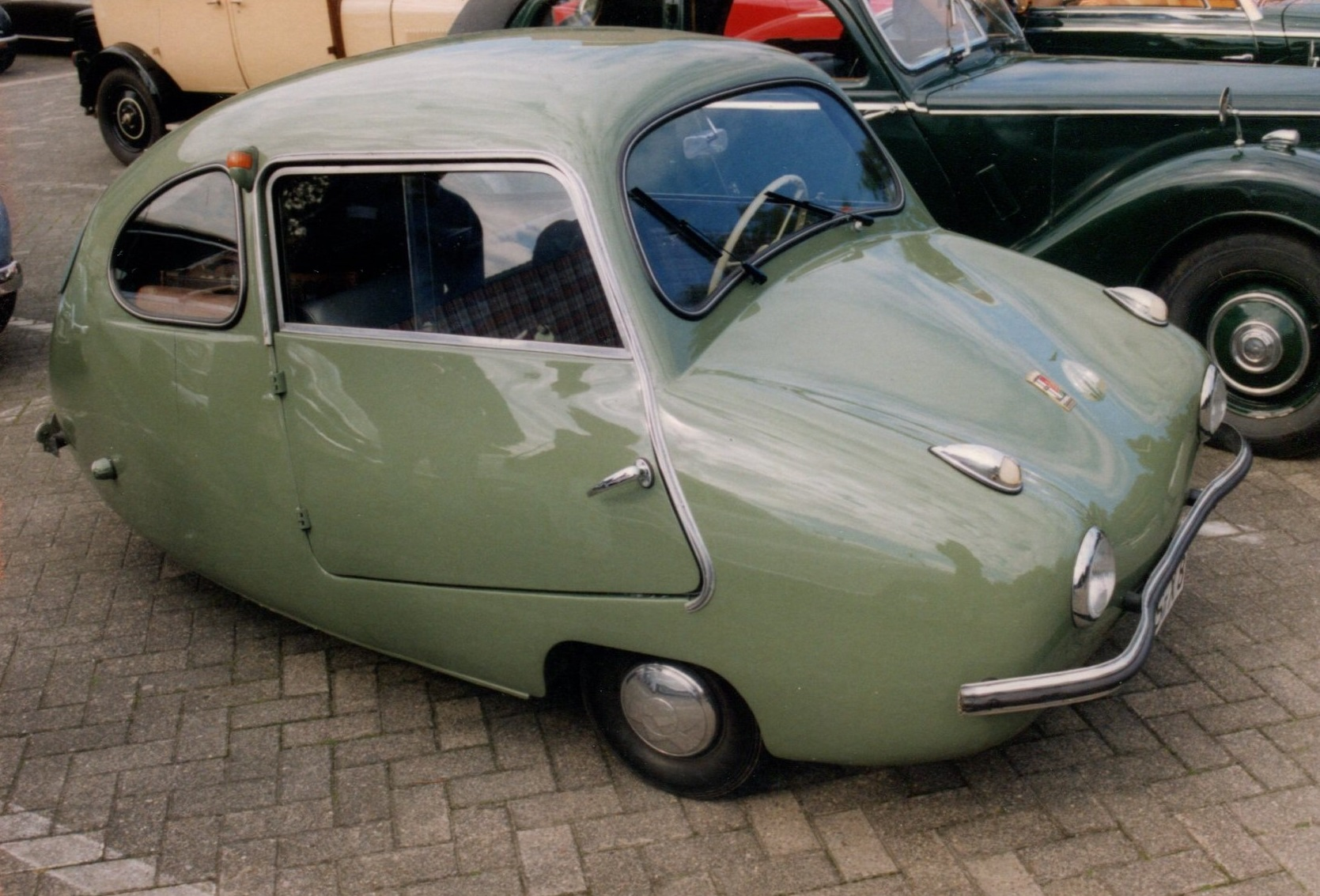
Fuldamobil 삼륜차(전후 독일)

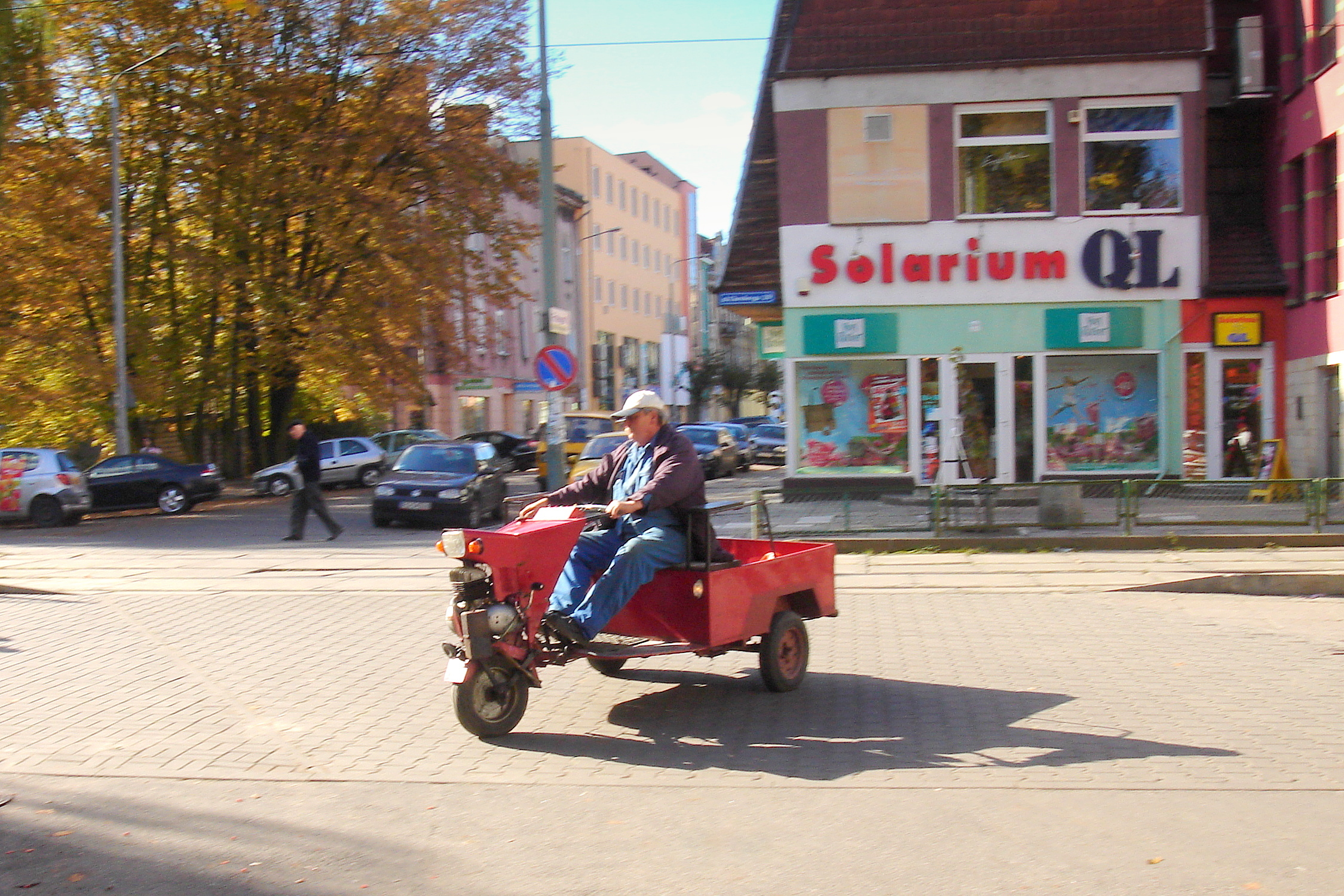
폴란드(Gorzów Wlkp)에서 트라이사이클 트럭

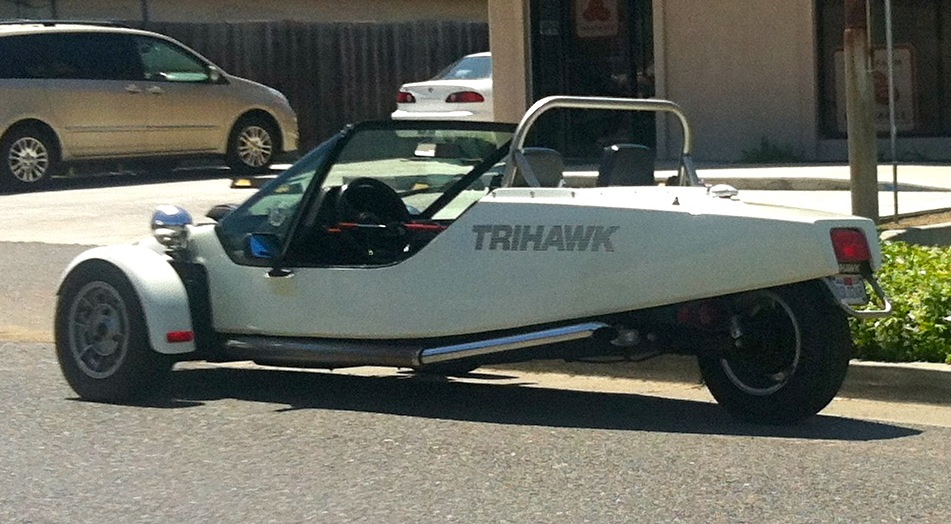
Trihawk, 1980년대 미국 캘리포니아에서 제조된 올챙이 타입 트라이크

삼륜자동차(三輪自動車, 영어: three-wheeler)는 차륜이 3개인 자동차를 말한다.

## 같이 보기
- 트라이크
- 사이드카
- 화물자동차